# Świat według Kiepskich
Świat według kiepskich (De wereld volgens de Kiepski's, kort: "Kiepski") is een populaire Poolse televisieserie.
Świat według kiepskich wordt sinds 1999 geproduceerd door ATM Grupa Spółka Akcyjna (ATM) en uitgezonden door de televisiezender Polsat. De show volgt het leven van een disfunctionele Poolse familie in Wrocław, die in een oud appartement wonen in Wrocław op ulica Ćwiartki 3/4 (in het Pools betekent Ćwiartka  "1/4 deel" maar het verwijst vaak naar een kwartliterfles wodka). De meeste afleveringen zijn gericht op Ferdynand Kiepski (Andrzej Grabowski), die telkens probeert op verschillende vage manieren zijn financiële situatie te verbeteren, die uiteindelijk allemaal mislukken. De serie parodieert de dynamiek van Poolse gezinnen in een stijl vergelijkbaar met die van de Amerikaanse serie Married... with Children (uitgezonden in Polen als: Świat według Bundych -De wereld volgens de Bundy's-).  
Świat według kiepskich is de op een na langste komische tv-serie in de wereld na The Simpsons (561 afleveringen).

## Thema en verhaallijn
De serie gaat over de belevenissen en het leven van de familie Kiepskich en hun buren, allen wonend in een oud huis in Wrocław. Ferdynand Kiepski is een werkloze man van middelbare leeftijd, die ten koste van alles wil voorkomen dat hij moet werken, maar van alles bedenkt om "snel rijk" te worden. Zijn favoriete tijdverdrijf is televisiekijken (vooral naar voetbal) en alcohol (vooral bier en wodka). Mariola (de dochter van Ferdynand) is een ijdel meisje dat alle jongens wil behagen. Waldus (de zoon van Ferdinand)  deelt met zijn vader hun passie voor bier en houdt van bodybuilding. De hele familie wordt onderhouden door de hardwerkende verpleegster Halina (de vrouw van Ferdinand) en door de zwaargelovige grootmoeder Rozalia (Halina's moeder), die vaak in conflict komt met Ferdinand en hem een "schurk" noemt.
Naast Kiepskich woont Marian Paździoch met zijn vrouw Helena. Paździoch verkoopt ondergoed op de markt, vindt zichzelf heel intelligent en laat dat ook vaak merken. Ferdynand heeft altijd ruzie met hem, mede doordat hij altijd als eerste gebruik wil maken van de gemeenschappelijke badkamer. De derde buurman van Kiepskich is Arnold Boczek, een werknemer van een plaatselijke slagerij en zeer naïef; hij wordt dan ook altijd in de maling genomen door Paździoch. Een andere buurman, echter zelden te zien, is de gepensioneerde Borýsek, een seksmaniak, dol op lezen van pornografische tijdschriften en fervent rooms-katholiek. Het huis en de bewoners worden vaak bezocht door de postbode Edzio, die bekendstaat om zijn vreemde limericks en vaak wordt betrokken door Ferdinand bij zijn vage plannen om "snel rijk" te worden.